# يناير 2014
يناير 2014 هو الشهر الأول من عام 2014. بدأ الشهر يوم الأربعاء، وانتهى يوم الجمعة بعد 31 يومًا.

## بوابة:أحداث جارية
| \| 1 يناير 2014 (الأربعاء) \| عدل \| تاريخ \| راقب \| تصفح \| |     |       |      |      |
| - وفاة السفير الفلسطيني جمال الجمل بعد إصابته جراء تفجير في مقر السفارة الفلسطينية في براغ. (الجزيرة) - الجيش اللبناني يوقف ماجد الماجد قائد كتائب عبد الله عزام التي أعلنت مسؤوليتها عن تفجير السفارة الإيرانية في بيروت. (المصري اليوم) - مقتل 11 شخصًا في انفجار ثلاث عبوات ناسفة في فندق يرتاده مسؤولون حكوميون في العاصمة الصومالية مقديشو. (اليوم السابع) - بيل دي بلاسيو يؤدي اليمين لرئاسة مدينة نيويورك. (محيط) - اليونان تستسلم الرئاسة الدورية لمجلس الاتحاد الأوروبي. (الشرق الأوسط) - لاتفيا تعتمد رسميا عملة اليورو وتصبح الدولة الثامنة عشر التي تستعمله. - المايوت تصبح تاسع منطقة أوروبية خارجية متطرفة تابعة للاتحاد الأوروبي. (الأمة) |     |       |      |      |
| 1 يناير 2014 (الأربعاء) | عدل | تاريخ | راقب | تصفح |

| 1 يناير 2014 (الأربعاء) | عدل | تاريخ | راقب | تصفح |

| \| 2 يناير 2014 (الخميس) \| عدل \| تاريخ \| راقب \| تصفح \| |     |       |      |      |
| - قتلى وعشرات المصابين في انفجار في الضاحية الجنوبية ببيروت. (الجريدة) - متحدث باسم وزارة الداخية العراقية يقول إن تنظيم الدولة الإسلامية في العراق والشام يسيطر على نصف الفلوجة. (فرنسا 24) - بعد غيبوبة منذ 2006، يحدث تدهور مفاجئ في صحة رئيس الوزراء الإسرائيلي الأسبق أرئيل شارون. (وكالة أنباء الإمارات) - سقوط حافلة في هاوية عمقها 120 متر شمال شرقي مومباي الهندية يودي بحياة 27 شخصًا. (روسيا اليوم) - اكتمال استحواذ شركة فيات الإيطالية على كرايسلر الأمريكية. (الحرة) - البحرية الإيطالية تنقذ 233 مهاجرًا غير شرعي، وأرسلت زوارق لإنقاذ 823 آخرين كانت مراكبهم تصارع الأمواج العاتية. (الحياة) |     |       |      |      |
| 2 يناير 2014 (الخميس) | عدل | تاريخ | راقب | تصفح |

| 2 يناير 2014 (الخميس) | عدل | تاريخ | راقب | تصفح |

| \| 3 يناير 2014 (الجمعة) \| عدل \| تاريخ \| راقب \| تصفح \| |     |       |      |      |
| - مقتل 17 شخصًا وإصابة 57 واعتقال 258 في مظاهرات مناهضة للانقلاب في مصر. (بي بي سي العربية) - عاصفة ثلجية تضرب شمال شرق الولايات المتحدة وتؤدي إلى تعطل حركة السفر ومقتل أكثر من عشرة أشخاص. (فرنسا 24) - المجلس الوطني التأسيسي التونسي يبدأ المصادقة على فصول الدستور الجديد للبلاد بعد أكثر من سنتين من العمل. (الجزيرة) |     |       |      |      |
| 3 يناير 2014 (الجمعة) | عدل | تاريخ | راقب | تصفح |

| 3 يناير 2014 (الجمعة) | عدل | تاريخ | راقب | تصفح |

| \| 4 يناير 2014 (السبت) \| عدل \| تاريخ \| راقب \| تصفح \| |     |       |      |      |
| - الخارجية المصرية تستدعي السفير القطري لديها بعد بيان للخارجية القطرية يقول إن قطر تعرب عن قلقها من قمع المظاهرات وتزايد أعداد القتلى في مظاهرات مصر. (البديل) - مقتل 14 شخصًا وعشرات تحت الأنقاض بعد انهيار مبنى في ولاية جوا الهندية. (المصري اليوم) - وفاة ماجد الماجد قائد كتائب عبد الله عزام الذي اعتقلته القوات المسلحة اللبنانية منذ يومين، توفي في مستشفى عسكري لبناني. (إيلاف) |     |       |      |      |
| 4 يناير 2014 (السبت) | عدل | تاريخ | راقب | تصفح |

| 4 يناير 2014 (السبت) | عدل | تاريخ | راقب | تصفح |

| \| 5 يناير 2014 (الأحد) \| عدل \| تاريخ \| راقب \| تصفح \| |     |       |      |      |
| - سلسلة تفجيرات في العاصمة العراقية بغداد تودي بحياة أكثر من 15 شخصًا. (فرنسا 24) - مقتل 14 وإصابة 10 آخرين في تدافع بمسجد أثناء تقديم طعام للاحتفال بذكرى شخصية دينية في نينغشيا شمالي شرق الصين. (يني شفق العربية، سكاي نيوز عربية) - اشتباكات في طرابلس اللبنانية بين مؤيدين للنظام السوري ومعارضين له أسفرت عن مقتل شخص وإصابة 6 آخرين. (الجزيرة) - انتخاب أحمد الجربا رئيسًا للائتلاف الوطني السوري المعارض لولاية ثانية، وذلك بعد حصوله على 65 صوتًا مقابل 52 لمنافسه رئيس الوزراء السابق رياض حجاب. (روسيا اليوم) |     |       |      |      |
| 5 يناير 2014 (الأحد) | عدل | تاريخ | راقب | تصفح |

| 5 يناير 2014 (الأحد) | عدل | تاريخ | راقب | تصفح |

| \| 6 يناير 2014 (الإثنين) \| عدل \| تاريخ \| راقب \| تصفح \| |     |       |      |      |
| - انفجار في منزل زعيم قبلي في باكستان يودي بحياة 10 أشخاص. (الجزيرة) - تعيين جانيت يلين رئيسة للاحتياطي الفيدرالي الأمريكي بعد موافقة مجلس الشيوخ. وهي أول امرأة تتولى هذا المنصب. (راديو سوا) - أفراد من الجالية المصرية في فرنسا يعتصمون لساعات في مقر القنصلية المصرية في باريس قبل أن تتدخل الشرطة الفرنسية لفضهم بعد استدعاء القنصل لهم. (المصري اليوم) - الفريق القانوني الدولي الموكل برفع قضايا ضد «قادة الانقلاب العسكري» في مصر بقيادة اللورد البريطاني كين ماكدونالد يقدم تقريره حول الأوضاع في مصر إلى المحكمة الجنائية الدولية ويقول إن البلاد شهدت «جرائم ضد الإنسانية واختطافًا لرئيس منتخب». (الجزيرة). |     |       |      |      |
| 6 يناير 2014 (الإثنين) | عدل | تاريخ | راقب | تصفح |

| 6 يناير 2014 (الإثنين) | عدل | تاريخ | راقب | تصفح |

| \| 7 يناير 2014 (الثلاثاء) \| عدل \| تاريخ \| راقب \| تصفح \| |     |       |      |      |
| - مصرع 4 أشخاص في تحطم مروحية من نوع سيكورسكي إتش إتش-60 بايف هوك تابعة للقوات الجوية الأمريكية، الحادث وقع أثناء تحليق تدريبي للطائرة في منطقة ساحل نورفولك البريطانية. (روسيا اليوم) - بدأ عملية نقل الدفعة الأولى من ترسانة سوريا الكيميائية إلى المياه الدولية. (فرنسا 24) () - وزير الدفاع الأمريكي السابق روبرت جيتس يصدر كتابًا ينتقد فيه معالجة الرئيس باراك أوباما للحرب في أفغانستان. (الحياة) - اكتشاف قبر الفرعون سوبخوتب الأول من قبل فريق من الباحثين من جامعة بنسلفانيا في محافظة سوهاج وهو ينتمي للأسرة المصرية الثالثة عشر في فترة مصرية انتقالية ثانية. (أنباء موسكو) |     |       |      |      |
| 7 يناير 2014 (الثلاثاء) | عدل | تاريخ | راقب | تصفح |

| 7 يناير 2014 (الثلاثاء) | عدل | تاريخ | راقب | تصفح |

| \| 8 يناير 2014 (الأربعاء) \| عدل \| تاريخ \| راقب \| تصفح \| |     |       |      |      |
| - هجوم شنه مسلحون مجهولون يؤدي إلى مقتل 12 عسكريًا عراقيًا في ديالى. (البديل المصرية) - مقتل 9 على الأقل جراء النيران التي اشتعلت في قطار تابع للسكك الحديدية الهندية، كان القطار متجهًا إلى ديهارودو إلى مومباي. (يني شفق العربية) - انتخاب الأعضاء التسعة المكونين للهيئة العليا المستقلة للانتخابات في تونس من قبل المجلس الوطني التأسيسي التونسي. (وكالة تونس أفريقيا للأنباء) |     |       |      |      |
| 8 يناير 2014 (الأربعاء) | عدل | تاريخ | راقب | تصفح |

| 8 يناير 2014 (الأربعاء) | عدل | تاريخ | راقب | تصفح |

| \| 9 يناير 2014 (الخميس) \| عدل \| تاريخ \| راقب \| تصفح \| |     |       |      |      |
| - انتخاب شفيق صرصار رئيسًا للهيئة العليا المستقلة للانتخابات من قبل المجلس الوطني التأسيسي التونسي. (وكالة تونس أفريقيا للأنباء). - رئيس الحكومة التونسية علي العريّض يقدم استقالته لرئيس الجمهورية على أن يتابع وحكومته مهامهما حتى المصداقة على الحكومة الجديدة، وتندرج هذه الاستقالة في إطار الحوار الوطني التونسي بين مختلف الأحزاب السياسية، ولكن لا يزال حزب حركة النهضة ذو الأغلبية في المجلس الوطني التأسيسي التونسي وهو الحزب الذي ينتمي إليه رئيس الوزراء. (رئاسة الجمهورية التونسية) |     |       |      |      |
| 9 يناير 2014 (الخميس) | عدل | تاريخ | راقب | تصفح |

| 9 يناير 2014 (الخميس) | عدل | تاريخ | راقب | تصفح |

| \| 10 يناير 2014 (الجمعة) \| عدل \| تاريخ \| راقب \| تصفح \| |     |       |      |      |
| - مقتل جنديين يمنيين إثر هجوم شنه مسلحون قبليون على نقطة تفتيش قريبة من حقل نفطي في محافظة حضرموت، أصيب جندي آخر في الهجوم. كما وقع هجوم ثان على سجن أصيب فيه ستة جنود. (سكاي نيوز) - رئيس جمهورية إفريقيا الوسطى ميشيل ديوتوديا يستقيل من منصبه في خطوة تهدف إلى كبح جماح الاقتتال الطائفي في البلاد. (بي بي سي العربية) - احتجاجات يوروميدان: الشرطة الأوكرانية تضرب وزير الداخلية الأسبق يوري لوتسينكو الذي أصيب مع آخرين يحتجون أمام مبنى محكمة تقضي في قضية تفجير تمثال لينين. المتهمون حكم عليهم بالسجن ستة أعوام. (يورونيوز) |     |       |      |      |
| 10 يناير 2014 (الجمعة) | عدل | تاريخ | راقب | تصفح |

| 10 يناير 2014 (الجمعة) | عدل | تاريخ | راقب | تصفح |

| \| 11 يناير 2014 (السبت) \| عدل \| تاريخ \| راقب \| تصفح \| |     |       |      |      |
| - الحرب في أفغانستان: القوات الأمريكية تقتل طفلًا أفغانيًا يبلغ من العمر 4 سنوات. ذكر المتحدث باسم الرئيس الأفغاني أن بلاده طالبت بوقف عمليات قوات التحالف في القرى والبيوت. (الإمارات اليوم) |     |       |      |      |
| 11 يناير 2014 (السبت) | عدل | تاريخ | راقب | تصفح |

| 11 يناير 2014 (السبت) | عدل | تاريخ | راقب | تصفح |

| \| 12 يناير 2014 (الأحد) \| عدل \| تاريخ \| راقب \| تصفح \|                                                                                                   |     |       |      |      |
| - بعد استقالته من منصبه رئيسًا لجمهورية إفريقيا الوسطى، يصل ميشيل جوتوديا إلى بنين. - التحام مركبة الفضاء غير المأهولة سيغنس بمحطة الفضاء الدولية. (راديو سوا) |     |       |      |      |
| 12 يناير 2014 (الأحد) | عدل | تاريخ | راقب | تصفح |

| 12 يناير 2014 (الأحد) | عدل | تاريخ | راقب | تصفح |

| \| 13 يناير 2014 (الإثنين) \| عدل \| تاريخ \| راقب \| تصفح \| |     |       |      |      |
| - محتجون يبدأون حملة لإغلاق العاصمة التايلاندية بانكوك في خطوة لإجبار الحكومة على الاستقالة قبل الانتخابات المرتقبة في 2 فبراير. (بي بي سي العربية) - الخارجية المصرية: حوالي 95 ألفاً إجمالي المصوتين على الدستور في خارج البلاد. (العربية) |     |       |      |      |
| 13 يناير 2014 (الإثنين) | عدل | تاريخ | راقب | تصفح |

| 13 يناير 2014 (الإثنين) | عدل | تاريخ | راقب | تصفح |

| \| 14 يناير 2014 (الثلاثاء) \| عدل \| تاريخ \| راقب \| تصفح \| |     |       |      |      |
| - يتوجه المصريون لاستفتاء الدستور الجديد بعد انقلاب 2013، وقتل 5 أشخاص في مواجهات قوات الأمن ومعارضين للانقلاب العسكري. (دويتشه فيله) - الرئيس الصيني شي جين بينغ يأمر جيش التحرير الشعبي الصيني بشراء سيارات محلية الصنع في إطار حملة لترشيد الإنفاق ومكافحة الفساد. (سكاي نيوز) - إسرائيل تقيم جنازة رسمية لأرئيل شارون. (رويترز العربية) |     |       |      |      |
| 14 يناير 2014 (الثلاثاء) | عدل | تاريخ | راقب | تصفح |

| 14 يناير 2014 (الثلاثاء) | عدل | تاريخ | راقب | تصفح |

| \| 15 يناير 2014 (الأربعاء) \| عدل \| تاريخ \| راقب \| تصفح \| |     |       |      |      |
| - في افتتاح المؤتمر الدولي الثاني للمانحين لإغاثة الشعب السوري، أعلن أمير الكويت صباح الأحمد الجابر الصباح عن تقديم 500 مليون دولار للشعب السوري. (الرياض) الدول الأعضاء مجتمعة تعهدت بتقديم 2.4 مليار دولار. (فرنسا 24) - 73 قتيلًا في العراق إثر سلسلة تفجيرات، وفشل أربع محاولات لهجمات انتحارية في العاصمة بغداد. (الحرة) |     |       |      |      |
| 15 يناير 2014 (الأربعاء) | عدل | تاريخ | راقب | تصفح |

| 15 يناير 2014 (الأربعاء) | عدل | تاريخ | راقب | تصفح |

| \| 16 يناير 2014 (الخميس) \| عدل \| تاريخ \| راقب \| تصفح \|                                                                          |     |       |      |      |
| - انطلاق عمل المحكمة الدوليَّة الخاصَّة بلُبنان المُكلَّفة بالنظر في قضيَّة اغتيال رئيس الوزراء السابق رفيق الحريري، في مدينة لاهاي (أخبار NOW) |     |       |      |      |
| 16 يناير 2014 (الخميس) | عدل | تاريخ | راقب | تصفح |

| 16 يناير 2014 (الخميس) | عدل | تاريخ | راقب | تصفح |

| \| 17 يناير 2014 (الجمعة) \| عدل \| تاريخ \| راقب \| تصفح \| |     |       |      |      |
| - مقتل 7 أشخاص بعد إلقاء صواريخ من الأراضي السورية على عرسال اللبنانية. (الجزيرة) - قرار غير ملزم من البرلمان الأوروبي يرفض بيع حق مواطنة أو جنسية الدول الأعضاء في الاتحاد، يأتي القرار بعد إعلان مالطا برنامجًا لدعم الاستثمارات تمنح فيه الحكومة المالطية الجنسية مقابل 1.6 مليون دولار للفرد. (الجزيرة) - انفجار عبوة ناسفة ألقيت على حافلة تقل محتجين تايلانديين ضد الحكومة يصيب 28 شخصًا. (صوت روسيا) |     |       |      |      |
| 17 يناير 2014 (الجمعة) | عدل | تاريخ | راقب | تصفح |

| 17 يناير 2014 (الجمعة) | عدل | تاريخ | راقب | تصفح |

| \| 18 يناير 2014 (السبت) \| عدل \| تاريخ \| راقب \| تصفح \| |     |       |      |      |
| - وفاة 18 شخصًا في تدافع أثناء تشييع محمد برهان الدين الزعيم الإسلامي الهندي. (بي بي سي العربية) - مقتل 19 شخصًا في تفجيرات متفرقة في العراق. (روسيا اليوم) - قوات الأمن الروسية تقتل 7 مسلحين في محج قلعة عاصمة داغستان، وذلك وفقًا للجنة مكافحة الإرهاب الروسية. (جريدة الشروق المصرية) - مقتل دبلوماسي إيراني وحارسه في اليمن على يد مسلحين حاولوا اختطافه، توفي متأثرًا بجراحه في مستشفى بالعاصمة. (جريدة الاتحاد الإماراتية) - اللجنة المسؤولة عن الاستفتاء الدستوري المصري تعلن مشاركة 38.6% في الاستفتاء، 98.1% منهم قالوا نعم للدستور الذي أعدته لجنة الخمسين. (العربية) |     |       |      |      |
| 18 يناير 2014 (السبت) | عدل | تاريخ | راقب | تصفح |

| 18 يناير 2014 (السبت) | عدل | تاريخ | راقب | تصفح |

| \| 19 يناير 2014 (الأحد) \| عدل \| تاريخ \| راقب \| تصفح \| |     |       |      |      |
| - الجيش الإسرائيلي يشن غارات جوية تصيب عدة أشخاص في قطاع غزة، وذلك بعد قذيفة صاروخية على إسرائيل من القطاع.(الجزيرة) - مجلس الوزراء الإماراتي يقر قانونًا للخدمة العسكرية الإجبارية، وهي خطوة لم تسبقها إليها دولة خليجية. (المصري اليوم) |     |       |      |      |
| 19 يناير 2014 (الأحد) | عدل | تاريخ | راقب | تصفح |

| 19 يناير 2014 (الأحد) | عدل | تاريخ | راقب | تصفح |

| \| 20 يناير 2014 (الإثنين) \| عدل \| تاريخ \| راقب \| تصفح \| |     |       |      |      |
| - البرلمان في إفريقيا الوسطى ينتخب عمدة العاصمة بانغي كاترين رئيسة للبلاد، وهي بذلك أول امرأة تتولى هذا المنصب. (بي بي سي العربية) - الهند تجري إطلاقًا لصاروخ أجني-4، وهو صاروخ قادر على حمل رؤوس نووية. (البديل) |     |       |      |      |
| 20 يناير 2014 (الإثنين) | عدل | تاريخ | راقب | تصفح |

| 20 يناير 2014 (الإثنين) | عدل | تاريخ | راقب | تصفح |

| \| 21 يناير 2014 (الثلاثاء) \| عدل \| تاريخ \| راقب \| تصفح \| |     |       |      |      |
| - تفجير بعبوة ناسفة في حارة حريك في الضاحية الجنوبية يسفر عن عدة قتلى وجرحى. (جريدة الأخبار اللبنانية) - مقتل 22 شخصًا في انفجار عبوة ناسفة بحافلة تقل زوارًا شيعة في باكستان. (المصري اليوم) - انقطاع واسع النطاق للإنترنت في الصين. (رويترز العربية) |     |       |      |      |
| 21 يناير 2014 (الثلاثاء) | عدل | تاريخ | راقب | تصفح |

| 21 يناير 2014 (الثلاثاء) | عدل | تاريخ | راقب | تصفح |

| \| 22 يناير 2014 (الأربعاء) \| عدل \| تاريخ \| راقب \| تصفح \| |     |       |      |      |
| - مقتل فردين ينتميان إلى سرايا القدس بعد غارة إسرائيلية شنت على سيارتيهما فجرًا. (الجريدة) - بدء مؤتمر جنيف 2 في مدينة مونترو السويسرية. (جريدة النهار اللبنانية) - يورو ميدان: قوات الأمن الأوكرانية تزيل خيامًا أقامها المعتصمون في كييف. (الجزيرة) |     |       |      |      |
| 22 يناير 2014 (الأربعاء) | عدل | تاريخ | راقب | تصفح |

| 22 يناير 2014 (الأربعاء) | عدل | تاريخ | راقب | تصفح |

| \| 23 يناير 2014 (الخميس) \| عدل \| تاريخ \| راقب \| تصفح \| |     |       |      |      |
| - مقتل 5 رجال شرطة وإصابة اثنين آخرين في هجوم على نقطة تفتيش في محافظة بني سويف المصرية، كما قتل متظاهر في الإسكندرية. (جريدة الأيام البحرينية) - توقيع اتفاق لوقف إطلاق النار بين حكومة جنوب السودان والمتمردين في العاصمة الإثيوبية أديس أبابا. (الجزيرة) |     |       |      |      |
| 23 يناير 2014 (الخميس) | عدل | تاريخ | راقب | تصفح |

| 23 يناير 2014 (الخميس) | عدل | تاريخ | راقب | تصفح |

| \| 24 يناير 2014 (الجمعة) \| عدل \| تاريخ \| راقب \| تصفح \| |     |       |      |      |
| - قُتل 3 أشخاص وأصيب العشرات، في انفجار قوي استهدف مديرية أمن القاهرة صباح اليوم الجمعة. (سكاي نيوز عربية) - الصين ترفض الدعوة التي وجهها رئيس الوزراء الياباني شينزو آبي لإجراء محادثات ثنائية. (اليوم السابع) |     |       |      |      |
| 24 يناير 2014 (الجمعة) | عدل | تاريخ | راقب | تصفح |

| 24 يناير 2014 (الجمعة) | عدل | تاريخ | راقب | تصفح |

| \| 25 يناير 2014 (السبت) \| عدل \| تاريخ \| راقب \| تصفح \|      |     |       |      |      |
| - مقتل 11 شخصًا في أعمال عنف متفرقة في العراق. (بي بي سي العربية) |     |       |      |      |
| 25 يناير 2014 (السبت)                                            | عدل | تاريخ | راقب | تصفح |

| 25 يناير 2014 (السبت) | عدل | تاريخ | راقب | تصفح |

| \| 26 يناير 2014 (الأحد) \| عدل \| تاريخ \| راقب \| تصفح \| |     |       |      |      |
| - الولايات المتحدة تنفذ هجمة جوية في الصومال بطائرة من دون طيار، أدت إلى مقتل 5 من حركة الشباب من بينهم القيادي أحمد سهل أمي. (المصري اليوم) - في كابول، هجوم انتحاري يستهدف حافلة تقل موظفين يعملون في وزارة الدفاع الأفغانية يقتل 3 من الركاب وامرأة من المارة. (صحيفة الراية القطرية) |     |       |      |      |
| 26 يناير 2014 (الأحد) | عدل | تاريخ | راقب | تصفح |

| 26 يناير 2014 (الأحد) | عدل | تاريخ | راقب | تصفح |

| \| 27 يناير 2014 (الإثنين) \| عدل \| تاريخ \| راقب \| تصفح \| |     |       |      |      |
| - في مصر، الرئيس المؤقت عدلي منصور يرفع عبد الفتاح السيسي، الذي قاد انقلاب 2013 الذي أطاح بمحمد مرسي، إلى رتبة مشير؛ والمجلس العسكري يوافق على ترشيح السيسي في انتخابات رئاسة الجمهورية. (جريدة الأخبار اللبنانية) - وقعت الرئاسات التونسية الثلاث الدستور الجديد. (الإمارات اليوم) - إصابة فلسطيني برصاص الجيش الإسرائيلي بعد تفجير عبوة ناسفة استهدفت عربة مسيرة يشغلها الجيش الإسرائيلي على حدود قطاع غزة. (سكاي نيوز عربية) - رئيس الوزراء الأوكراني ميكولا أزاروف يقدم استقالته لرئيس البلاد على وقع احتجاجات الميدان الأوروبي المستمرة منذ أكثر من شهر. (صحيفة الوطن السعودية) |     |       |      |      |
| 27 يناير 2014 (الإثنين) | عدل | تاريخ | راقب | تصفح |

| 27 يناير 2014 (الإثنين) | عدل | تاريخ | راقب | تصفح |

| \| 28 يناير 2014 (الثلاثاء) \| عدل \| تاريخ \| راقب \| تصفح \|                                                          |     |       |      |      |
| - مجهولون يستقلون دراجة بخارية يغتالون اللواء محمد سعيد مدير المكتب الفني لوزير الداخلية المصري. (جريدة الشروق المصرية) |     |       |      |      |
| 28 يناير 2014 (الثلاثاء)                                                                                                | عدل | تاريخ | راقب | تصفح |

| 28 يناير 2014 (الثلاثاء) | عدل | تاريخ | راقب | تصفح |

| \| 29 يناير 2014 (الأربعاء) \| عدل \| تاريخ \| راقب \| تصفح \| |     |       |      |      |
| - حكومة مهدي جمعة التونسية تبدأ عملها بعد أن منحها الثقة المجلس الوطني التأسيسي. (إيلاف) - في الخرطوم، مواطن من إفريقيا الوسطى يطعن القنصل الروسي في السودان وزوجته، ظنًا منه أنهما ينتميان إلى إحدى البلدان الأوروبية التي أرسلت قوات لبلده، قال الجاني للشرطة بأنه تلقى اتصالًا من بانجي يخبره أن شقيقه قُتل على يد "قوة من إحدى الدول الأوروبية". (الحياة) - نائبان نرويجيان يرشحان إدوارد سنودن لنيل جائزة نوبل للسلام. (جريدة النهار اللبنانية) - القوات المسلحة التركية تطلق النار على مركبات تابعة لتنظيم الدولة الإسلامية في العراق والشام شمال سوريا. (العربية) |     |       |      |      |
| 29 يناير 2014 (الأربعاء) | عدل | تاريخ | راقب | تصفح |

| 29 يناير 2014 (الأربعاء) | عدل | تاريخ | راقب | تصفح |

| \| 30 يناير 2014 (الخميس) \| عدل \| تاريخ \| راقب \| تصفح \| |     |       |      |      |
| - ستة مسلحين يقتحمون مبنًى تابعًا لوزارة النقل العراقية شمال شرق بغداد، حصيلة العملية كانت 24 قتيلًا من بينهم المقتحمون الستة. (رويترز العربية) - السلطات الروسية تعلن عن تحديد هوية منفذي تفجيرا فولغوغراد. (روسيا اليوم) - شركة لنوفو الصينية تشتري موتورولا موبيليتي من جوجل لتنشأ وحدتها الخاصة لتصنيع الهواتف الجوالة. (إيلاف) |     |       |      |      |
| 30 يناير 2014 (الخميس) | عدل | تاريخ | راقب | تصفح |

| 30 يناير 2014 (الخميس) | عدل | تاريخ | راقب | تصفح |

| \| 31 يناير 2014 (الجمعة) \| عدل \| تاريخ \| راقب \| تصفح \| |     |       |      |      |
| - طائرات حربية إسرائيلية تقصف عدة مناطق في غزة، وهو ما أسفر عن إصابة 7 فلسطينيين. وذلك بعد إطلاق صاروخ من القطاع سقط في مستوطنة نتيفوت. (الجزيرة) - التمرد في جنوب اليمن: مقتل 18 عسكريًا يمنيًا في هجوم شنه مسلحون على نقطة للجيش في مدينة شبام. (صحيفة الوطن السعودية) - احتجاجات الميدان الأوروبي: بيان على موقع وزارة الدفاع الأوكرانية يقول أن "العسكريين والموظفين الآخرين في الوزارة يدعون الرئيس إلى اتخاذ إجراءات عاجلة في إطار القانون الحالي لإرساء الاستقرار في البلاد". (جريدة الرياض) |     |       |      |      |
| 31 يناير 2014 (الجمعة) | عدل | تاريخ | راقب | تصفح |

| 31 يناير 2014 (الجمعة) | عدل | تاريخ | راقب | تصفح |